# ایزابلا سوپرانو
ایزابلا سوپرانو (انگلیسی: Isabella Soprano؛ زاده ۲ دسامبر ۱۹۸۱) بازیگر پورنوگرافی اهل ایالات متحده آمریکااست. 